# Hemerodromia puerensis
Hemerodromia puerensis är en tvåvingeart som beskrevs av Yang 1988. Hemerodromia puerensis ingår i släktet Hemerodromia och familjen dansflugor. Inga underarter finns listade i Catalogue of Life.